# 김희정 (1970년)
김희정(1970년 12월 4일 ~ )은 대한민국의 배우이다.

## 경력
1991년 SBS 공채 1기 탤런트 입사하여 SBS 드라마의 단역으로 활동하였다. 10여년을 무명을 전전하던 중 스타 작가인 문영남의 눈에 들어 KBS 주말연속극 《소문난 칠공주》에 캐스팅되었다. 이어 SBS 특별기획 《조강지처 클럽》에 출연하여 극 중 한원수(안내상)의 내연녀 "모지란" 역으로 많은 사랑을 받았다. 이후 《수상한 삼형제》, 《폼나게 살거야》, 《왕가네 식구들》에 연이어 출연하며 문영남 사단으로 대중들에게 각인되었다. 이후 코믹과 진지함을 넘나드는 자신만의 연기 세계를 구축하여 여러 작품에서 조연으로 왕성하게 활동하고 있다.

## 출연작

### SBSTV
- 1991년 아침드라마 《고독의 문》
- 1991년 개국특집극 《미늘》
- 1992년 아침드라마 《가을 여자》
- 1993년 월화드라마 《댁의 남편은 어떠십니까?》
- 1993년 청소년드라마 《공룡선생》
- 1994년 월화드라마 《세 남자 세 여자》
- 1994년 드라마스페셜 《도깨비가 간다》
- 1994년 일요아침드라마 《까치네》
- 1995년 SBS 드라마스페셜 《사랑은 블루》
- 1995년 드라마스페셜 《아스팔트 사나이》
- 1995년 드라마스페셜 《째즈》
- 1995년 아침드라마 《엘레지》
- 1996년 드라마스페셜 《남자대탐험》
- 1996년 드라마스페셜 《8월의 신부》
- 1997년 월화드라마 《여자》
- 1997년 드라마스페셜 《달팽이》
- 1998년 일일시트콤 《순풍산부인과》
- 1998년 주말극장 《사랑해 사랑해》
- 1998년 드라마스페셜 《미스터 Q》
- 1998년 일일연속극 《7인의 신부》
- 1998년 드라마스페셜 《승부사》
- 1998년 일일연속극 《미우나 고우나》
- 1999년 아침드라마 《지금은 사랑할 때》
- 1999년 주말극장 《젊은 태양》
- 1999년 아침드라마 《그녀의 선택》
- 1999년 드라마스페셜 《토마토》
- 1999년 드라마스페셜 《해피투게더》
- 1999년 월화드라마 《맛을 보여드립니다》
- 1999년 일요아침드라마 《달콤한 신부》
- 2000년 창사 10주년 특별기획 드라마 《덕이》
- 2000년 드라마스페셜 《줄리엣의 남자》
- 2000년 월화드라마 《천사의 분노》
- 2000년 창사특집극 《은사시나무》
- 2000년 드라마스페셜 《여자만세》
- 2001년 대하사극 《여인천하》
- 2001년 일일연속극 《이 부부가 사는 법》
- 2001년 주말극장 《화려한 시절》
- 2001년 드라마스페셜 《피아노》
- 2002년 드라마스페셜 《순수의 시대》 ... 쿰 홍보실장 역
- 2002년 월화드라마 《야인시대》 ... 사야꼬 역
- 2002년 드라마스페셜 《정》
- 2003년 대기획 《올인》 ... 수연 사무실 직원 역
- 2003년 주말극장 《태양의 남쪽》
- 2003년 월화드라마 《왕의 여자》 ... 상궁 역
- 2003년 일일연속극 《흥부네 박터졌네》
- 2003년 드라마스페셜 《천국의 계단》
- 2004년 특별기획 《발리에서 생긴 일》 ... 정재민의 사촌누나 역
- 2004년 특별기획 《폭풍 속으로》
- 2004년 월화드라마 《장길산》 ... 장길산 누이 역
- 2004년 월화드라마 《러브스토리 인 하버드》 ... 현우의 누나 역
- 2005년 드라마스페셜 《백만장자와 결혼하기》 ... 승훈의 처 장수옥 역
- 2006년 수목드라마 《불량가족》 ... 나림 진짜 엄마 역
- 2006년 금요드라마 《어느날 갑자기》 ... 마사코 역
- 2006년 주말 특별기획 《게임의 여왕》 ... 박영순 역
- 2007년 드라마 스페셜 《외과의사 봉달희》 ... 한동건의 어머니 역
- 2007년 드라마스페셜 《쩐의 전쟁》 ... 마동포 아내 역
- 2007년 특별기획 《조강지처 클럽》 ... 모지란 역
- 2011년 월화드라마 《무사 백동수》 ... 박씨 역(특별출연)
- 2011년 특별기획 《폼나게 살거야》 ... 나노라 역
- 2013년 드라마스페셜 《주군의 태양》 ... 강길자 역(특별출연)
- 2013년 월화드라마 《수상한 가정부》 ... 우선영 역(특별출연)
- 2014년 드라마스페셜 《너희들은 포위됐다》 ... 김화영 역(특별출연)
- 2015년 대기획 《육룡이 나르샤》 ... 신덕왕후 역
- 2016년 특집드라마 《미스터리 신입생》 ... 은숙 역
- 2017년 월요시트콤 《초인가족》 ... 맹미애 역
- 2017년 아침연속극 《달콤한 원수》 ... 마유경 역
- 2017년 드라마스페셜 《이판사판》 ... 엄신숙 역
- 2018년 월화드라마 《키스 먼저 할까요》 ... 박현진 변호사 역(특별출연)
- 2019년 월화드라마 《초면에 사랑합니다》 ... 고시례 역(특별출연)
- 2022년 월화드라마 《어게인 마이 라이프》 ... 이미옥 역

### MBC TV
- 1997년 일일시트콤 《남자 셋 여자 셋》
- 2005년 수목드라마 《슬픈 연가》
- 2009년 일일시트콤 《태희 혜교 지현이》 ... 김희정 역
- 2010년 주말 특별기획 《욕망의 불꽃》 ... 윤정숙 역
- 2012년 일일시트콤 《스탠바이》 ... 임시완의 엄마 역(특별출연)
- 2013년 주말 특별기획 《백년의 유산》 ... 공강숙 역
- 2013년 월화드라마 《구가의 서》 ... 윤씨 역
- 2013년 일일연속극 《오로라 공주》 ... 은아 역(특별출연)
- 2014~2015년 주말 특별기획 《전설의 마녀》 ... 시크릿 에셋 대표의 부인 역(특별출연)
- 2015년 수목드라마 《킬미힐미》 ... 지순영 역
- 2015년 수목드라마 《맨도롱 또똣》 ... 김해실 역
- 2015년 주말 특별기획 《내 딸, 금사월》 ... 최마리 역
- 2016년 주말드라마 《불어라 미풍아》 ... 이남이 역
- 2018년 일일연속극 《비밀과 거짓말》 ... 허용심 역
- 2018년 주말특별기획 《신과의 약속》 ... 안주련 역
- 2021년 일일연속극 《두 번째 남편》 ... 정복순 역

### KBS 2TV
- 1996년 청소년드라마 《스타트》 ... 반을수의 누나 반월자 역
- 1999년 주말연속극 《유정》 ... 현우가 일하는 종합병원 일반외과 여의사 박지원 역
- 2003년 《부부클리닉 사랑과 전쟁》
- 2006년 주말연속극 《소문난 칠공주》 ... 배신자 역
- 2009년 주말연속극 《수상한 삼형제》 ... 도우미 역
- 2013년 주말연속극 《왕가네 식구들》 ... 오순정 역
- 2014년 단막극 《KBS 드라마 스페셜 - 다르게 운다》 ... 김경희 역
- 2015년 단막극 《KBS 드라마 스페셜 - 알젠타를 찾아서》 ... 강진아 역
- 2017년 월화드라마 《학교 2017》 ... 김사분 역
- 2019년 추석특집극 《생일편지》... 무길 모 역
- 2020년 일일연속극 《비밀의 남자》... 주화연 역
- 2023년 일일연속극 《비밀의 여자》... 서정혜 역
- 2025년 주말드라마 《화려한 날들》... 김다정 역

### KBS1TV
- 2022년 일일연속극 《으라차차 내 인생》... 서명숙 역
- 2022년 장애인 날 드라마 《너만의 거리에서, 우리는》... 승모 엄마 역
- 2024년 일일연속극 《수지맞은 우리》... 김마리 역

### JTBC TV
- 2014년 월화드라마 《유나의 거리》 ... 홍여사 역
- 2015년 금토드라마 《순정에 반하다》 (특별출연)
- 2016년 금토드라마 《마녀보감》 ... 김씨 역
- 2018년 금토드라마 《스케치》 ... 유시현의 어머니 역
- 2018년 월화드라마 《뷰티 인사이드》 ... 한숙희 역(특별출연)
- 2020년 수목드라마 《쌍갑포차》 ... 월주의 어머니 역(특별출연)
- 2020년 금토드라마 《경우의 수》 ... 최원정 역
- 2021년 수목드라마 《월간 집》 ... 영원의 어머니 역

### tvN TV
- 2019년 단막극 《드라마 스테이지》 〈아내의 침대〉
- 2020년 수목드라마 《구미호뎐》 ... 이영선 역 - 남지아의 어머니
- 2020년 토일드라마 《스타트업》... 금정 역

### ENATV
- 2023년 ENA 《오랫동안 당신을 기다렸습니다》 … 피장미 역

### MBN Plus
- 2025년 MBN Plus 《허식당》 … 은실 모 역

### 영화
- 2001년 《베사메무쵸》 ... 신장매매 여 역
- 2010년 《지구대표 롤링스타즈》 ... 네로 역
- 2013년 《짓》 ... 주희 역
- 2015년 《연평해전》 ... 박동혁 모 역
- 2017년 《쇠파리》 ... 강해선 역
- 2017년 《채비》 ... 정자 역
- 2018년 《군산: 거위를 노래하다》 ... 도우미 역(특별출연)
- 2019년 《우상》 ... 마사지샵 여사장 역
- 2022년 《이상한 나라의 수학자》

## 수상
- 2008년 코리아드라마페스티벌 네티즌 인기상 《조강지처 클럽》
- 2008년 SBS 연기대상 연속극부문 여자 조연상 《조강지처 클럽》